# Helena Thornqvist
Helena Linda Alexandra Thornqvist, född 26 juli 1978 i Malmö, är en svensk skådespelare.

## Biografi
Thornqvist är utbildad vid Teaterhögskolan i Luleå 2001–2005. Hon har arbetat bl.a. på Stockholms Stadsteater, Riksteatern, Folkteatern i Göteborg, Malmö Stadsteater, Norrbottensteatern, Helsingborgs Stadsteater.

## Teater

### Roller (ej komplett)
| År   | Roll     | Produktion                                                                            | Regi           | Teater                                        |
| ---- | -------- | ------------------------------------------------------------------------------------- | -------------- | --------------------------------------------- |
| 2004 | Flicka 4 | Café Europa (A şaptea cafanã) Dumitru Crudu(ro), Mihai Fusu och Nicoleta Esinencu(en) | Carl Kjellgren | Helsingborgs stadsteater                      |
| 2006 |          | Utvandrarna Vilhelm Moberg                                                            | Farnaz Arbabi  | Riksteatern/ Regionteatern Blekinge Kronoberg |
| 2011 |          | Mefisto (Mephisto) Klaus Mann                                                         | Andriy Zholdak | Uppsala stadsteater                           |
| 2011 |          | Morden på Bäverns gränd John Fiske                                                    | John Fiske     | Uppsala stadsteater                           |
| 2012 |          | Fanny och Alexander Ingmar Bergman                                                    | Linus Tunström | Uppsala stadsteater                           |